# Dia de Cristina
Dia de Cristina foi um programa de televisão apresentado por Cristina Ferreira e emitido semanalmente na TVI de 23 de setembro de 2020 a 15 de dezembro de 2020.

## Sinopse
O tão aguardado mês de setembro chegou e as novidades começam a desvendar-se. O programa mais esperado da televisão promete divertir, informar, emocionar e surpreender todos os portugueses.
O Dia de Cristina é a Cristina, ou seja, tudo o que a Cristina inventa, sonha e cria em televisão!
Uma das grandes marcas do programa serão os grandes prémios a ele associados.

## Audiências

### Horário da Manhã
| Nº da exibição | Data de exibição | Rating | Share | Ref    |
| -------------- | ---------------- | ------ | ----- | ------ |
| 1º             | 23/9/2020        | 6.9%   | 32.4% | [ 1 ]  |
| 2º             | 29/9/2020        | 4.7%   | 27.1% | [ 2 ]  |
| 3º             | 8/10/2020        | 4.4%   | 24.1% | [ 3 ]  |
| 4º             | 15/10/2020       | 4.2%   | 23.9% | [ 4 ]  |
| 5º             | 21/10/2020       | 5%     | 24.6% | [ 5 ]  |
| 6º             | 10/11/2020       | 4.1%   | 22%   | [ 6 ]  |
| 7º             | 19/11/2020       | 4%     | 22.7% | [ 7 ]  |
| 8º             | 25/11/2020       | 4.9%   | 22.6% | [ 8 ]  |
| 9º             | 2/12/2020        | 3.7%   | 22.1% | [ 9 ]  |
| 10º            | 9/12/2020        | 3.7%   | 20.6% | [ 10 ] |
| 11º            | 15/12/2020       | 3.7%   | 21.7% | [ 11 ] |

### Horário da Tarde
| Nº da exibição | Data de exibição | Rating | Share | Ref    |
| -------------- | ---------------- | ------ | ----- | ------ |
| 1º             | 23/9/2020        | 5.9%   | 19.2% | [ 1 ]  |
| 2º             | 29/9/2020        | 4.1%   | 16.1% | [ 2 ]  |
| 3º             | 8/10/2020        | 4.1%   | 16.8% | [ 12 ] |
| 4º             | 15/10/2020       | 4%     | 15.7% | [ 13 ] |
| 5º             | 21/10/2020       | 4.5%   | 16.6% | [ 14 ] |
| 6º             | 10/11/2020       | 4.3%   | 18.7% | [ 15 ] |
| 7º             | 19/11/2020       | 4.2%   | 18.3% | [ 16 ] |
| 8º             | 25/11/2020       | 5%     | 17.3% | [ 17 ] |
| 9º             | 2/12/2020        | 3.9%   | 16.7% | [ 18 ] |
| 10º            | 9/12/2020        | 4.3%   | 16.9% | [ 10 ] |
| 11º            | 15/12/2020       | 4.4%   | 18.4% | [ 19 ] |